# カリブオオバン
カリブオオバン(学名：Fulica caribaea) は、ツル目クイナ科に分類される鳥類の一種である。

## 分布
カリブ海の島嶼とベネズエラの一部に分布する。アメリカでも観察記録があるが、アメリカオオバンと誤認された可能性もある。

## 形態
体長約33-38cm。全身が暗い灰黒色で、額にはくちばしが延長したような「額板」がある。額板と嘴は白色で、嘴の先端近くに赤褐色の横帯斑がある。形態はアメリカオオバンとよく似ており、本種をアメリカオオバンの1亜種として扱う説もある。

## 生態
淡水の湖沼に生息する。稀に沿岸部の湿地帯で見られることもある。
水生植物や昆虫類、魚類などを食べる。
水辺の茂みや浮き草の上に営巣し、1腹4-8個の卵を産む。